# 陳睿刺足大花蚤
陳睿刺足大花蚤（學名：Spinotoma ruicheni）為鞘翅目大花蚤科下一個已滅絕的物種。

## 形態描述
根據蕭昀等人描述的標本，本種體型修長。總體長6.5mm，頭長2.5mm，觸角長2.0mm，鞘翅長4.5mm，體表密集的覆蓋著軟毛。目前雄蟲形態尚未發現。

### 頭部
頭小且長，表面不規則且密集的散佈小斑點；眼睛大且橢圓，兩眼距離相當接近，眼表具有多個小平面。頭楯頂端平截，額楯縫（Frontoclypeal suture）不存在。小顎鬚（Maxillary palpi）3節，1~2節頂端擴大，末節修長且斧狀，長度大約是最大寬度的3倍。大顎強烈骨化且尖銳。觸角11節，柄節棍棒狀，梗節短，3~4節棍棒狀；5~10節鋸齒狀，鞭小節上的突起大約等長於分別的鞭小節；第11節紡錘狀。

### 胸部
表面不規則且密集的散佈小斑點。

### 翅鞘
修長，完整的覆蓋整個腹部，後翅不外露，表面圓滑，稍微往後發散，表面不規則且密集的散佈小斑點，腹部腹面有5節。

### 足部
足部修長且細，腿節扁平，脛節頂部稍微的擴大，脛節末端生有密集的剛毛，表面稀疏生有刺（spine）。脛節刺式（spur）2-0-2，附節節數5-5-4，附節短於脛節，附小節圓柱形，第一附小節稍微長於第二附小節加上第三附小節，爪為梳狀。

### 產卵管
產卵管細長，具尖端。值得注意的一點，形態上的雌雄二形性在現生的大花蚤科物種中相當常見。雄性通常擁有完整發育具突起的觸角(如雙扇狀觸角)，因此，以上提到觸角5~10節的鋸齒狀結構可能只存在於雌性。

## 古生物學
本種為細身大花蚤亞科的成員，現生的細身大花蚤會寄生於木棲的甲蟲類群幼蟲，基於外觀形態的相似性以及緬甸琥珀生物群也出土豐富的朽木棲的甲蟲類群，則因此推測本種可能已建立與朽木棲甲蟲的寄生關係，且這些寄生性甲蟲的多樣化可能與朽木的甲蟲在白堊紀的多樣性演化相關。
已出土的化石紀錄顯示，侏儸紀晚期已有花蚤科的出現，這些花蚤與現生的後裔體態十分近似，很有可能也是以花粉為食，且較有可能與裸子植物關係密切，也就是說現生花蚤體態外形並非一般所認為的昆蟲形態演化與開花植物出現有關 ，而基於花蚤科與大花蚤科的親緣關係以及我們的研究，研究團隊認為現生的大花蚤科之獨特的身體結構亦非與被子植物協同演化的產物，而是直接繼承了侏儸紀時期祖先類群的身體構建。

## 發現過程
2016年年底，臺灣大學昆蟲學系學生蕭昀、臺灣師範大學黃嘉龍博士與中國科學院動物研究所的陳睿博士合作，在陳睿博士收藏的緬甸琥珀中，發現已知的第四種大花蚤，同時也是繼海蒂扇角大花蚤 （Flabellotoma heidiae）之後第二筆細身花蚤亞科的化石紀錄。研究團隊將其命名為陳睿刺足大花蚤（Spinotoma ruicheni），屬名語源來自「刺」（Spino-） 和「細身大花蚤屬的字尾」（-toma），意即其密著棘刺的足部表面；種小名表彰陳睿博士協助提供研究材料的貢獻。
該琥珀化石發現的為雌性個體，目前收藏並展示於深圳世紀琥珀博物館。